# Ordre du Christ (Brésil)
Pour les articles homonymes, voir Ordre du Christ.
L’ordre impérial de Notre Seigneur Jésus-Christ (en portugais : Imperial Ordem de Nosso Senhor Jesus Cristo), plus simplement nommé ordre du Christ, est un ordre de chevalerie créé par l'empereur Pierre Ier du Brésil le 7 décembre 1822, sur la base de l'ordre du Christ portugais fondé par le roi Denis Ier et le pape Jean XXII en 1319. Les chevaliers de l'ordre du Christ faisaient partie de la noblesse sans titre de l'empire du Brésil. L'ordre était accordé pour services exceptionnels ayant eu une utilité notable et prouvée à la religion (le catholicisme), à l'humanité et à l'État.
Le 22 mars 1890, l'ordre a été transformé en ordre honorifique par le gouvernement intérimaire des États-Unis du Brésil.
Depuis le renversement en 1889 du dernier empereur brésilien, l'empereur Pierre II, l'ordre est revendiqué comme une décoration honorifique accordée par le chef de la maison d'Orléans-Bragance, prétendant au trône du Brésil. La famille impériale brésilienne est divisée en deux branches : la ligne directe appelée "Petrópolis" et une branche des cadets appelée "Vassouras".